# Słowacja w Konkursie Piosenki Eurowizji
Słowacja uczestniczyła w Konkursie Piosenki Eurowizji w latach 1993–2012. 
Najlepszym wynikiem kraju w konkursie jest zajęcie 18. miejsca przez Marcela Palondera z utworem „Kým nás máš” w finale Eurowizji 1996. Z powodu słabych wyników nadawca publiczny RTVS nie był dopuszczony do udziału w konkursach w 1995 i 1997. Słowacja nie mogła brać udziału w konkursie w 1999 z powodu zbyt słabych wyników, i nie wróciła w roku 2000. Kraj wrócił do stawki konkursowej w 2009, a w 2013 zaprzestał udziału w konkursie.

## Uczestnictwo
Słowacja uczestniczyła w Konkursie Piosenki Eurowizji (z przerwami) w latach 1993–2012. Poniższa tabela uwzględnia nazwiska słowackich reprezentantów, tytuły konkursowych piosenek i wyniki krajowych delegatów w poszczególnych edycjach.
| Rok  | Wykonawca                       | Piosenka                | Język     | Finał   | Finał  | Półfinał                | Półfinał                |
| Rok  | Wykonawca                       | Piosenka                | Język     | Miejsce | Punkty | Miejsce                 | Punkty                  |
| ---- | ------------------------------- | ----------------------- | --------- | ------- | ------ | ----------------------- | ----------------------- |
| 1993 | Elán                            | „Amnestia na neveru”    | słowacki  | –       | –      | 4                       | 50                      |
| 1994 | Tublatanka                      | „Nekonečná pieseň”      | słowacki  | 19      | 15     | Brak rundy półfinałowej | Brak rundy półfinałowej |
| 1996 | Marcel Palonder                 | „Kým nás máš”           | słowacki  | 18      | 19     | 17                      | 36                      |
| 1998 | Katarína Hasprová               | „Modlitba”              | słowacki  | 21      | 8      | Brak rundy półfinałowej | Brak rundy półfinałowej |
| 2009 | Kamil Mikulčík i Nela Pocisková | „Leť tmou”              | słowacki  | –       | –      | 18                      | 8                       |
| 2010 | Kristína                        | „Horehronie”            | słowacki  | –       | –      | 16                      | 24                      |
| 2011 | TWiiNS                          | „I’m Still Alive”       | angielski | –       | –      | 13                      | 48                      |
| 2012 | Max Jason Mai                   | „Don’t Close Your Eyes” | angielski | –       | –      | 18                      | 22                      |

## Historia głosowania w finale (1994–2012)
Poniższe tabele pokazują, którym krajom Słowacja przyznaje w finale najwięcej punktów oraz od których państw słowaccy reprezentanci otrzymują najwyższe noty.
| L.p. | Kraj      | Punkty |
| ---- | --------- | ------ |
| 1    | Malta     | 34     |
| 2    | Estonia   | 30     |
| 3    | Chorwacja | 27     |
| 4    | Szwecja   | 26     |
| 5    | Irlandia  | 25     |

| L.p. | Kraj      | Punkty |
| ---- | --------- | ------ |
| 1    | Malta     | 20     |
| 2    | Chorwacja | 8      |
| 3    | Grecja    | 7      |
| 4    | Polska    | 5      |
| 5    | Hiszpania | 2      |